# خرفار قصير السنابل
خرفار قصير السنابل (بالإنجليزية: Phalaris brachystachys)‏ هو عشب سنوي مع عادات نمو ومتطلبات ثقافية مشابهة ل (Phalaris aquatica) . ومن أصله في منطقة البحر الأبيض المتوسط. ينمو بشكل أكثر فعالية خلال الربيع والخريف، بينما يستريح أثناء حرارة منتصف الصيف وأيام الشتاء الباردة. يجب أيضا أن تكون محمية من التجمدات الثقيلة.
بعض أنواع الفالارز تحتوي على الجرام، والتي يمكن أن تسبب تلفًا في الدماغ، وأضرارًا أخرى للأعضاء، وتلف الجهاز العصبي المركزي والموت في الأغنام.
في حين أظهرت سلالة واحدة على الأقل حدوث قوي للغاية من N ، N-DMT كما قلويد وحيد، وأشارت سلالات أخرى وجود 5-MeO-DMT كذلك. تم الإبلاغ عن اختبارات بيولوجية بشرية إيجابية للغاية باستخدام بعض الحيوانات المستنسخة. .